# Сверхъестественное
Сверхъесте́ственное — категория понятий, обозначающих «реальность», которая воспринимается сознанием в качестве принципиально иной относительно обычной действительности и в рамках «посюстороннего» каузального понимания не может быть объяснена. Культура включает в сферу сверхъестественного явления, природа которых ещё не полностью освоена людьми, а также явления, наделённые особым статусом «неотмирности».
В онтологическом плане сверхъестественное — реальность, находящаяся за пределами обыденной действительности, сверхприродная и сверхэмпирическая; в гносеологическом плане — непознанное и требующее особых форм познания; в феноменологическом смысле — необыкновенное, таинственное; с психологической точки зрения — опыт аффекта; в аксиологическом плане — категория ценностей высокого порядка. Согласно Роберту Маретту, представления о сверхъестественном представляют минимальную дефиницию религии.
Связанный термин лат. natura («природа», «естественное») имел множество значений со времён античности, однако термин лат. supernaturalis («сверхъестественное») появился только в Средние века.
Понятие сверхъестественного относится к религиозным (чудо, реинкарнация) и божественным явлениям, связываемым с существами или силами, обладающими разумом, но лишёнными телесного облика (ангелы и демоны), а также к паранормальным явлениям (экстрасенсорика, телекинез или левитация; представления о душе и призраках умерших, карме и др.) и опровергнутым современной наукой направлениям (алхимия, гомеопатия, астрология и др.). Предметом религиозного поклонения и веры выступает Бог, понимаемый как могущественное сверхъестественное существо или высшее сверхъестественное существо. Всякая религия нерациональна, поскольку она касается сверхъестественного и трансцендентного, которое не может быть установлено при помощи эмпирического опыта.
Супранатурали́зм (от лат. supra — «сверх», и naturalis — «природный», «естественный») — мировоззренческая концепция, утверждающая существование особого духовного мира и вера в него.
В отличие от антропопатизма и антропоморфизма, одушевляющих предметы и явления природы, супранатурализм представляет фантастический мир сверхъестественных образов, обитающих за пределами чувственного мира. Например, солнце или река как живые, разумно и целесообразно действующие существа есть реальные объекты анимизма; боги Гелиос или Варуна как личности, стоящие выше человека, как божества есть мифические образы супранатурализма.
Существуют различные подходы к вопросу о возможности познания сверхъестественного методами науки. Согласно одному подходу, наука имеет дело только с вопросами, касающимися естественных явлений, тогда как всё сверхъестественное относится к сфере религии; сверхъестественные сущности не являются частью природы и не могут быть изучены наукой. Согласно другому подходу, наука вполне способна к проверке сверхъестественного: если эта сфера оказывает влияние на естественный мир, значит это влияние может быть предметом научной проверки; однако наука не раз осуществляла такую проверку, исследовала «свидетельства» о сверхъестественном, и могла бы обнаружить какие-то доказательства, но не обнаружила, из чего сторонниками данного подхода делается вывод, что сверхъестественного не существует.

## Развитие представлений
Первобытное сознание воспринимает содержание мифа как вполне реальное и не проводит различие между реальным и сверхъестественным. Французский этнолог Люсьен Леви-Брюль в работах 1930-х годов, посвящённых первобытному мышлению и основанных на этнографическом материале по народам Африки, Австралии и Океании, показал специфику первобытного мышления, включая его качественные отличия от научного мышления. Если для современного европейца дифференцированы естественное и сверхъестественное, то в коллективных представлениях архаических обществ мир воспринимается единым. По мнению Леви-Брюля, для архаического мышления «различие между природой и сверхъестественным расплывается и как будто совершенно стирается». Социально-культурный антрополог Э. Э. Эванс-Причард после изучения народа азанде Северного Судана в 1937 году пришёл к выводу, что у первобытных народов нет разделения на «естественное» и «сверхъестественное», и колдовство для них — часть «нормы», а не экстраординарное событие.
Магия является системой ритуальных действий, которые направлены на достижение реальных целей сверхъестественными средствами, она опирается на веру в сверхъестественную, пронизывающую весь мир сущность, при помощи которой можно транслировать воздействие от части к целому, от изображения к предмету, от имени к носителю и др.
Исторически люди представляли значительно меньше различий между собой и богами, чем приверженцы современных монотеистических религий. Божества не считались всеведущими или всемогущими, они редко считались неизменными или вечными.
Для построения категории сверхъестественного необходимо осуществление ряда сложных мыслительных операций, названных Максом Вебером «ступенями абстракции». Через это абстрагирование древние культуры создавали размытое представление о сверхъестественном, мыслимом как необыкновенное качество, присущее определенным предметам, силам, существам. Используя различные приёмы мышления, включая уподобление, персонификацию, антропо-морфизирование и др., это представление получило выражение в конкретных образах, таких как духи, демоны, боги, являясь одним из источников для древней мифологии. Формируются архаическая картина мира, ритуальное общение со сверхъестественным, символический язык для описания сверхъестественного, появляется особая категория людей, выступающих как посредники отношений со сверхъестественным. Представления о сверхъестественном и способы взаимодействия с ним стали один из источников для построения религии, её философии и культа. Согласно креационной (основанной на идее творения) разновидности космогонических мифов, мир был создан каким-либо сверхъестественным существом — богом-творцом, демиургом, великим колдуном и др.
Древние евреи не имели слов для обозначения сверхъестественного, как и для естественного (природного). Все явления возводились к Богу; некоторые из них настолько противоречили воспринимаемому порядку вещей, что считались чудесами. Однако в современной еврейской мысли часто проводится различие между естественным порядком, который воспринимается органами чувств, и сверхъестественным вторжением в этот порядок духовных сил.
Понятие сверхъестественного в культуре Европы восходит к лексике религии и философии поздней Античности, в том числе неоплатонизма; В широкое употребление понятие ввёл Фома Аквинский. В средневековой схоластике сверхъестественное понималось как сверхприродное, супранатуралистическое, божественное. В европейской культуре Нового времени категория сверхъестественного стала пониматься шире, чем теологическое и в целом религиозное. В это понятие были включены значения, включая фантастическое, гротескное и др.
В результате развития культуры в направлении увеличения рационалистической ориентации происходит утрата многих представлений о сверхъестественном. На основе материалов архаической мифологии и фольклора это было показано Францем Боасом. В Западном мире в XVII—XVIII веках материально-технический прогресс, социальные изменения и идеи Реформации привели к резкому сужению области сверхъестественного в духовной культуре. Протестантской идеологией был произведён рационалистический импульс, который привёл к существенному «разволшебствлению» (по выражению Макса Вебера) картины мира. Романтизм и духовные поиски XIX—XX веков восстановили культурное значение категории сверхъестественного, что выразилось в философии, религии и художественной культуре.

## Современные представления
Согласно антропологическим исследованиям разных культур, люди не воспринимают естественные и сверхъестественные объяснения как раздельные или взаимоисключающие. Напротив, примирение естественных и сверхъестественных объяснений видится как нормальное и имеет широкое распространение во всех культурах. Кросс-культурные исследования показывают, что в восприятии как взрослых, так и детей сосуществуют естественные и сверхъестественные объяснения многих вещей в мире, таких как болезни, смерть и происхождение чего-либо. Конкретный котекст и культурные факторы играют большую роль в том, когда и как люди используют естественные и сверхъестественные объяснения. Сосуществование естественных и сверхъестественных объяснений может быть результатом взаимодействия двух различных когнитивных сфер, связанной с физическим миром и с социальными отношениями. Сосуществование этих объяснений показано в исследованиях коренных народов.
Сторонниками существования паранормальных явлений утверждается, что многие эти явления могут воспринимать только люди, обладающие сверхъестественными способностями.
Исследование 2016 года показало, что вера в сверхъестественное, свойственная религиозным и паранормальным верованиям, коррелировала у испытуемых со всеми изучаемыми переменными — с низким уровнем систематизации, слабыми интуитивными физическими навыками, плохими техническими способностями, слабыми способностями к мысленному вращению объектов, низкими школьными оценками по математике и физике, низким общим уровнем знакомства с физическими и биологическими явлениями, интуитивным способом мышления и, в особенности, со свойством присваивать ментальность нементальным явлениям. Регрессионный анализ показал, что наиболее значительными предикторами веры в сверхъестественное были низкий уровень общего понимания физического мира и интуитивный способ мышления.
В современном значении понятие сверхъестественного ассоциируется чаще с вымышленными (фантастическими) произведениями искусства, а также с религиозными, или устаревшими научными гипотезами. Сверхъестественные явления и понятия в популярной культуре составляют основу ряда фантастических поджанров, в частности произведений фэнтези и ужасов, корни которых, в свою очередь, уходят к фольклорным и мифологическим источникам.
Аргумент о большом числе верующих учёных, используемый в пользу идеи существования Бога и сверхъестественного в целом, был опровергнут данными опросов ещё с начала XX века, свидетельствующими, что процент верующих учёных не только низок, но и сокращается с течением времени. Исследования по данной теме начались с американского психолога Джеймса Х. Леубы и его известного опроса 1914 года. Он обнаружил, что 58 % из 1000 случайно выбранных американских учёных выразили неверие или сомнение в существовании Бога, а среди «крупных» учёных неверующих оказалось почти 70 %. Леуба повторил свой опрос в несколько иной форме в 1934 году (20 лет спустя) и обнаружил, что доля неверующих учёных увеличилась до 67 %, а среди «крупных учёных» достигла 85 %. В 1996 году исследователи повторили опрос Леубы 1914 года и опубликовали результаты в журнале Nature. Они обнаружили мало изменений с 1914 года для американских учёных в целом: 60,7 % выразили неверие или сомнение в существовании Бога. В 1998 году исследователи воспроизвели вторую фазу опроса Леубы 1914 года, чтобы оценить веру среди «крупных» ученых, и обнаружили, что уровень веры ниже, чем когда-либо — всего 7 % респондентов. «Крупные» учёные были членами Национальной академии наук США (NAS). Опрос выявил почти всеобщее неприятие трансцендентного учёными-естественниками NAS. Неверие в Бога и бессмертие души среди биологов NAS составило 65,2 % и 69,0 % соответственно, а среди физиков NAS — 79,0 % и 76,3 %. Большинство остальных были агностиками по обоим вопросам, верующих было немного. Самый высокий процент веры был обнаружен среди математиков NAS (14,3 % в Бога, 15,0 % в бессмертие души). Самый низкий уровень веры был у биологов (5,5 % в Бога, 7,1 % в бессмертие души), а у физиков и астрономов он был немного выше (7,5 % в Бога, 7,5 % в бессмертие души).
Леуба объяснил более высокий уровень неверия и сомнений среди «крупных» учёных их «превосходными знаниями, пониманием и опытом». Аналогичным образом учёный Оксфордского университета Питер Эткинс прокомментировал опрос 1996 года: «Вы, очевидно, можете быть учёным и иметь религиозные убеждения. Но я не думаю, что вы можете быть настоящим учёным в самом глубоком смысле этого слова, потому что это столь чуждые друг другу категории знания».
В 2013 году аналогичное исследование было проведено среди членов Лондонского королевского общества, которых опрашивали об их вере в личного Бога, существование сверхъестественной сущности, сознание, переживающее смерть, и о том, занимают ли религия и наука непересекающиеся магистерии (англ. non-overlapping magisteria, NOMA). Подавляющее большинство членов подтвердили решительное неприятие веры в личного Бога, существование сверхъестественной сущности и жизни после смерти. По «NOMA» большинство членов не указали ни сильного несогласия, ни сильного согласия. Религиозное воспитание в детстве и возраст не имеют существенной связи с текущим отношением к религии. Научная дисциплина сыграла небольшое, но значимое влияние: биологи ещё менее склонны быть религиозными, чем физики, и с большей вероятностью ощущают конфликт между наукой и религией. В целом, большинство опрошенных указали на отсутствие веры в Бога, при этом 78,0 % категорически не согласны и только 8,1 % полностью согласны. Неверие в личного Бога было ещё сильнее; 86,6 % категорически не согласны и 5,3 % полностью согласны. Вера в сознание, переживающее смерть, на аналогичном уровне; 85,0 % категорически не согласны и 8,1 % полностью согласны.

## Вопрос о научном познании
Существуют различные подходы к вопросу о возможности познания сверхъестественного методами науки. Согласно одному подходу (отражённому, в частности, в заявлении Национальной академии наук США, NAS), наука имеет дело только с теми вопросами, которые касаются естественных явлений, тогда как всё сверхъестественное относится к сфере религии. Сверхъестественные сущности не являются частью природы, они не могут быть изучены наукой. Естественные процессы в принципе воспроизводимы и, следовательно, могут быть независимо проверены исследователями. Если предполагается существование сил, которые находятся вне природы, у учёных нет возможности ни подтвердить, ни опровергнуть эти объяснения. Наука и религия имеют дело с разными мирами, поэтому наука не может иметь весомого, обоснованного мнения о религии и сфере сверхъестественного. Представители многих «прогрессивных» конфессий высказывались в подобном ключе. По мнению философа науки Роберта Пеннока, «[если бы] мы могли применить естественные знания к пониманию сверхъестественных сил, то эти силы по определению не были бы сверхъестественными». Согласно Оксфордскому словарю английского языка, сверхъестественное это «принадлежащее сфере или системе, которая выходит за рамки природы, как божественные, волшебные или призрачные существа; приписываемое некоей силе, не допускающей научного толкования или выходящей за рамки законов природы, а также проявление этой силы; оккультное, паранормальное».
Согласно другому подходу, наука вполне способна к проверке сверхъестественного. Согласно верующим в сверхъестественное, эта сфера оказывает влияние на естественный мир (идея влияния сверхъестественного на наш мир и является сутью религии); следовательно это влияние может быть предметом научной проверки; биолог Джерри Койн пишет, что наука не раз осуществляла такую проверку, исследовала «свидетельства» о сверхъестественном, и могла бы обнаружить какие-то доказательства, но не обнаружила. Так, различные научные исследования, посвящённые влиянию молитвы, не дали положительных результатов. Попытки демонстрации паранормальных явлений также не удались — в представлениях, касающихся медицины, где речь идёт о нетрадиционных методах «лечения» (целительные прикосновения, вдыхание цветочных ароматов, применение магнитов и др.), так и в других областях, включая экстрасенсорное восприятие, телекинез, память о прошлой жизни. Наука и более простые исследования открыли естественные причины большого числа «чудес». Если же речь идёт о чём-то, совершенно не проявляющемся и не способном проявиться, то нет оснований предполагать его существование.

## Критика представлений
Наука к настоящему времени не выяснила, насколько вероятно стечение обстоятельств, которое привело к появлению жизни, но существенно продвинулась в этом направлении и показала, что для возникновения жизни не требуется сверхъестественных сил; ряд форм креационизма, представлений о сотворении мира Богом, противоречит не только современной биологии, но и физике, геологии и исторической науке, например, идея части креационистов, что Земля существует около 6 тысяч лет, основанной на буквальной трактовке Библии; другие формы креационизма, согласно которым именно человек появился в результате божественного вмешательства, также противоречат не только эволюционной биологии, но и ряду других научных дисциплин.
Верующие в сверхъестественное претендуют на знание чего-то в принципе не доступного для науки, что представляет собой необоснованное утверждение. Верующие в сверхъестественное часто демонстрируют предвзятость подтверждения, при котором отрицательные результаты, опровергающие существование сверхъестественного, отбрасываются под разными предлогами («Бог не позволяет себя испытывать» и др.), а предполагаемые верующими положительные результаты некритически принимаются.
Питер Эткинс писал, что вопреки мнению, согласно которому сфера науки ограничена «физическим миром», а религия имеет дело с «духовным», в рамках научного атеизма также считается, что сферой науки является физический мир, но другой разновидности мира не существует, а «духовное» — это иллюзия, порожденная физически существующим человеческим мозгом.
Для доказательства существования сверхъестественного часто используется неверное представление о критерии правильности вывода. От науки сторонники существования сверхъестественного требуют абсолютных доказательств и строгих формулировок наподобие математических теорем. Отсутствие таких абсолютных математически точных доказательств интерпретируется ими как подтверждение их взглядов: нельзя доказать, что Бога нет, значит он есть; либо делается вывод, что альтернативы должны рассматриваться равноценно. В математике действительно нечто может быть или доказанным, или недоказанным, промежуточных состояний не существует. Однако в реальности те или иные утверждения всегда присутствуют с той или иной промежуточной степенью достоверности. С очень высокой практической достоверностью доказать или опровергнуть что-либо возможно. Обоснованность вывода увеличивается с увеличением числа фактов и установления их систематической согласованности. Интерпретации, которые никак не стыкуются с остальной массой хорошо установленных знаний, не обладают предсказательной силой, то есть являются ошибочными. В этом положении соединяются требования научной методологии о необходимости согласования знаний и принцип бритвы Оккама. Бритва Оккама отсекает представления о реальности божественного. Наука никогда не использует в качестве инструмента сверхъестественное, бога или мистику.